# Pygopleurus caesareae
Pygopleurus caesareae är en skalbaggsart som beskrevs av Baraud 1989. Pygopleurus caesareae ingår i släktet Pygopleurus och familjen Glaphyridae. Inga underarter finns listade i Catalogue of Life.